# 縣立美術館通停留場
縣立美術館通停留場（日语：／ Kenritsu bijutsukan dori teiryūjō */?）是位於高知縣高知市高須本町，屬於土佐電交通後免線的電車站。

## 歷史
在1993年（平成5年），隨著高知縣立美術館開館而新設此電車站。
- 1993年（平成5年）11月1日 - 土佐電氣鐵道電車站啟用[1][3]。在3日縣立美術館開館[4]。
- 1999年（平成11年） - 後免町方向乘車處設置月台。
- 2014年（平成26年）10月1日 - 土佐電氣鐵道、高知縣交通（日语：高知県交通）和土佐電Dream Service（日语：土佐電ドリームサービス）合併，土佐電交通成立[5]。成為土佐電交通的電車站。

## 電車站構造
本站建在專用路軌上，並設有2面2線的相對式乘車處。南邊為播磨屋橋方向月台，北邊為後免町方向月台。播磨屋橋方向月台西邊設有廁所。月台設有斜道與長椅。而站內設有泊車轉乘專用的停車場。
此站位於前往高須地區和高知市中心的2條國道匯合處，也是一處交通堵塞的地點。本站自2006年（平成18年）1月起擴大電車站規模。 

## 電車站周邊
本站位於連接高知自動車道高知交匯處的高知縣道和國道的匯合點。高知縣立美術館位於電車站北邊，步行需時5分鐘。
- 高知市東消防署（日语：高知市消防局）
- Sunpia Chres
- 國道195號（日语：国道195号）
- 高知縣道44號高知北環狀線
- 四國銀行（日语：四国銀行）桂島分店
- 高知銀行葛島分店

## 巴士路線
播磨屋橋方向月台側設有「縣立美術館通」巴士站，設有以下巴士路線停靠。而電車站西邊的「西高須」停留場，該電車站鄰近南國繞道「西高須通」巴士站。
| 乘車處 | 系統                                 | 主要途經                   | 目的地 | 巴士公司   |
| ------ | ------------------------------------ | -------------------------- | ------ | ---------- |
|        | J1                                   | 高知醫療中心、高知縣立大學 | 種崎   | 土佐電交通 |
| J2     | 高知醫療中心、高知縣立大學、十市繞道 | 後免町                     |        | 土佐電交通 |
| G1     | 播磨屋橋                             | 高知站                     |        | 土佐電交通 |

## 相鄰電車站
土佐電交通
後免線
高須－縣立美術館通－西高須

## 注腳
1. 1 2  土佐電鉄の電車とまちを愛する会. . JTB Can Books. JTB出版. 2006: 100・156–158頁. ISBN 4-533-06411-6 （日语）.
2. 1 2  . 高知新聞社. 1998: 85. ISBN 4-87503-268-4 （日语）.
3. ↑  今尾惠介（監修）. . 11 中国四国. 新潮社. 2009: 60. ISBN 978-4-10-790029-6 （日语）.
4. ↑  . 高知県立美術館.   [2018-03-10]. （原始内容存档于2020-09-26） （日语）.
5. ↑  上野宏人. . 毎日新聞 (毎日新聞社). 2014-10-02 （日语）.
6. ↑  川島令三. . 【図説】 日本の鉄道. 第2巻 四国西部エリア. 講談社. 2013: 37・91頁. ISBN 978-4-06-295161-6 （日语）.
7. 1 2   (PDF). 交通バリアフリーニュース. 四國運輸局交通環境部消費者行政課: 5. 2006-10-31  [2017-05-29]. （原始内容 (PDF)存档于2018-03-10） （日语）.
8. ↑  川島令三.  四國篇. 草思社. 2007: 292. ISBN 978-4-7942-1615-1 （日语）.
9. ↑  服部重敬（編著）. . 山海堂. 2006: 307. ISBN 4-381-01816-8 （日语）.
10. ↑   (PDF). とさでん交通.   [2017-05-28]. （原始内容 (PDF)存档于2017-08-08） （日语）.